# Uridina
Uridina é uma molécula formada quando um uracilo é ligado a um anel de ribose (também conhecido como ribofuranose) por uma ligação β-N1-glicosídica, formando um nucleosídeo.
Se uma uracila é ligada a um anel de desoxirribose, então o resultado é conhecido como uma desoxiuridina.